# Hôtel Lagorce
L'Hôtel Lagorce plus connu sous le nom du Château de l'Hermine est un édifice intégré aux remparts de la ville de Vannes (Morbihan). Construit sur les ruines de l'ancienne forteresse de l'Hermine, résidence des ducs de Bretagne entre le XIVe siècle et le XVIe siècle, l'hôtel Lagorce fut successivement un hôtel particulier, l'école d'artillerie de Vannes, la trésorerie générale, l'école de droit, et est actuellement le siège de plusieurs associations, dont l'Institut culturel de Bretagne.

## Histoire

### L’hôtel Lagorce

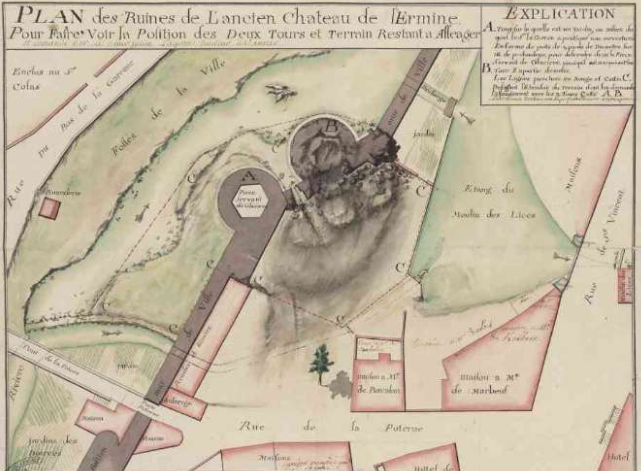
Plan des ruines de l'ancien château de l'Ermine. Pour faire voir la position des deux tours et terrain restant à afféager. Et demandé par le Sieur Julien Lagorce traiteur à Vannes.

L’hôtel Lagorce, plus connu sous le nom de château de l'Hermine est, avec la porte Saint-Vincent et la porte Poterne, un des trois éléments ne faisant pas partie du système fortifié. Cet hôtel particulier intégré entre deux courtines est construit sur les ruines de l'ancienne forteresse du duc Jean IV de Bretagne. Ses soubassements sont afféagés en 1785 à Julien Lagorce, un maître traiteur vannetais qui construit un hôtel particulier en lieu et place de l'ancienne demeure ducale. Lagorce, ruiné, revend l’hôtel en 1802 à M. Castellot, un négociant lorientais. L'hôtel Lagorce, devenu Castellot puis Jollivet-Castellot est à nouveau cédé à M. Thareau, un entrepreneur vannetais qui, après l'avoir restauré et surélevé en 1854, le rétrocède en 1874 à l'État pour accueillir l’État Major de l'école d'artillerie. L‘aile Est de l'hôtel subit des travaux afin d'être réaménagé en salles de cours. Les murs de refend sont supprimés et des poutrelles métalliques sont posées afin de renforcer la structure de l'édifice.
En 1960, l'hôtel devient le siège de l'administration du Trésor public jusqu'en 1974, date à laquelle la ville de Vannes en fait l'acquisition pour y installer l'école de droit du Morbihan. Depuis 2003, l'hôtel est le siège de l'Institut culturel de Bretagne et abrite les locaux de plusieurs associations. En 2006, les salles du rez-de-chaussée ont été entièrement modernisées pour accueillir des expositions. L'année 2010 est marqué par le départ de la bibliothèque de la Société polymathique du Morbihan. La même année, une association œuvrant à la sauvegarde et à la réhabilitation de l'hôtel est constituée par un collectif de citoyens vannetais.

## Dans les arts
L'hôtel Lagorce sert de cadre pour le commissariat de la série télévisée Agathe Koltès.